# Graneros (departamento)

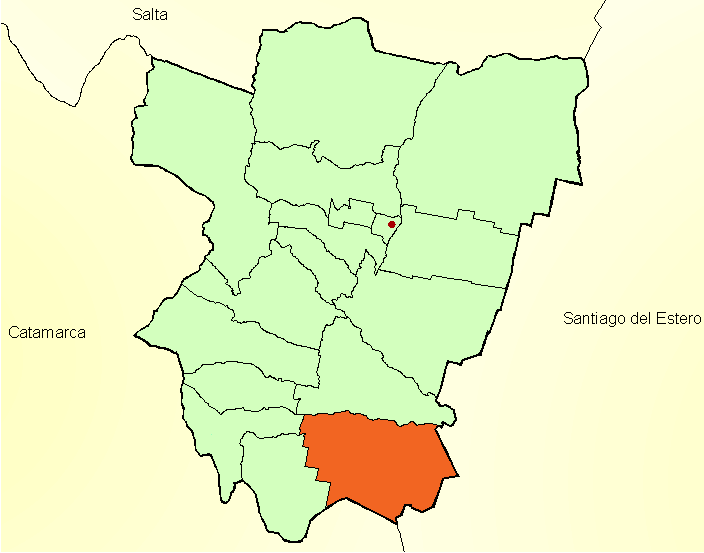
Departamento de Graneros

Graneros é um departamento da Argentina, localizado na província de Tucumã.